# 符腾堡足球协会
符腾堡足球协会（德語：Württembergischer Fußball-Verband，简称符腾堡足协(WFV)）是德国足球协会辖下的21个州级协会之一，总部设于斯图加特。它是在1951年7月8日通过两个地区性足球协会——北符腾堡及南符腾堡/霍亨索伦足协合并而成。除了符腾堡的当地俱乐部外，符腾堡足协还收纳有来自巴伐利亚州林道县、新乌尔姆县以及相邻的巴伐利亚施瓦本地区的俱乐部。而来自巴伐利亚州维尔茨堡县北部地区霍恩洛赫的3个俱乐部也同样是符腾堡足协成员。
符腾堡足协也是南德足球协会的组成部分，后者作为德国的五大地区级协会，其成员还包括巴伐利亚、巴登、黑森和南巴登的州级足协。
截至2016年，符腾堡足协共拥有529,508位注册球员、1,764个成员俱乐部和13,150支球队在联赛系统中作赛。